# محمية السماء المظلمة

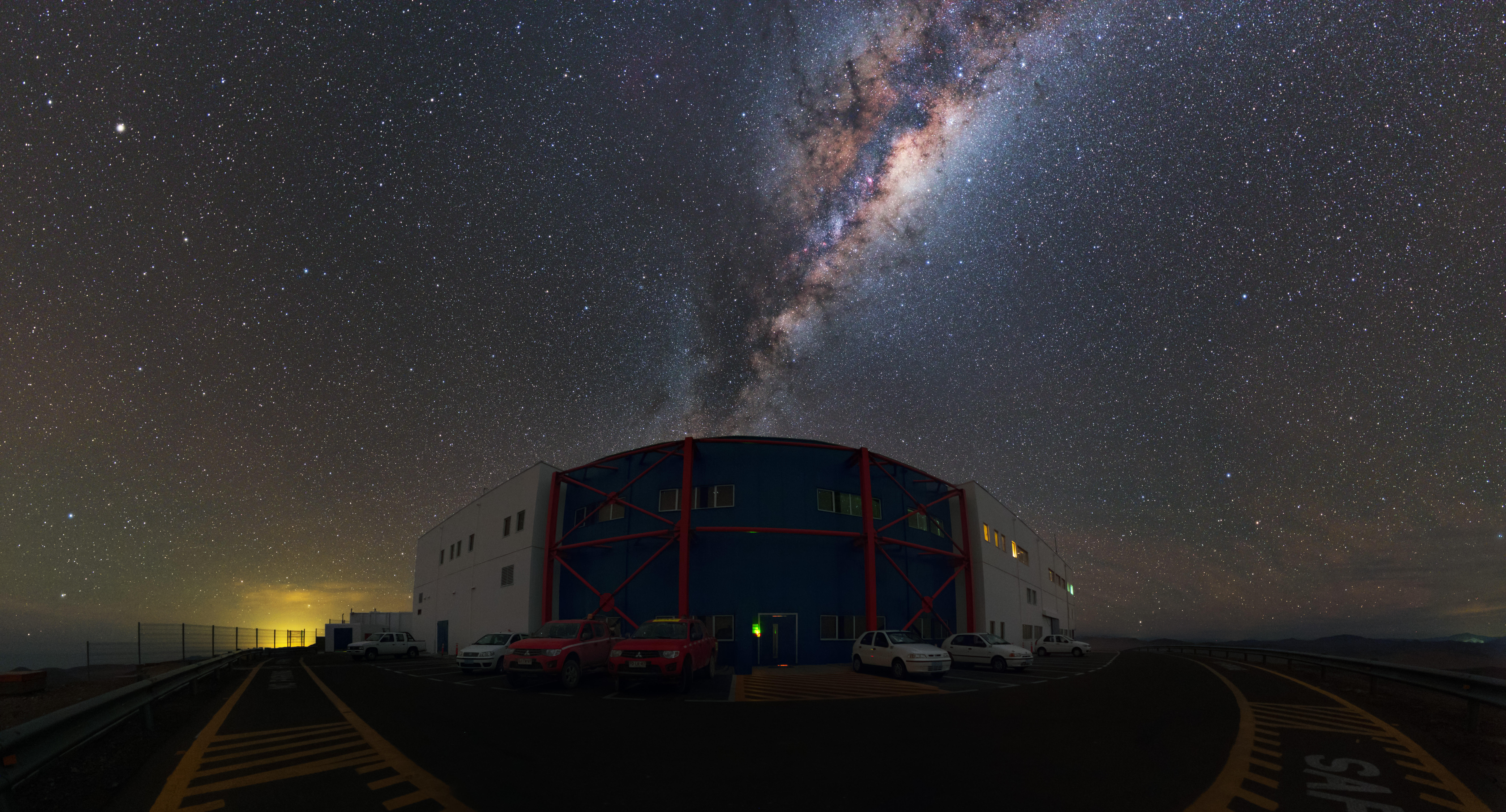
إن حالة الحفاظ على السماء المظلمة تمكن من إجراء مراقبة فلكية عالية الجودة، صورة لمرصد بارانال.

محمية السماء المظلمة (DSP) هي منطقة، عادة ما تكون محيطة بحديقة أو مرصد، تعمل على تقييد أو تقليل التلوث الضوئي أو الحفاظ على سماء الليل المظلمة بشكل طبيعي وحمايتها. أستخدمت مصطلحات مختلفة لوصف هذه المناطق حيث عملت المنظمات الوطنية والحكومات بشكل مستقل لإنشاء البرامج. تعتمد الجمعية الدولية للسماء المظلمة (DarkSky) و"الحديقة الدولية للسماء المظلمة" (IDSP) من بين منظمات أخرى أماكن السماء المظلمة.

## أماكن السماء المظلمة
هناك حاليًا خمسة أنواع من التسميات عند الجمعية الدولية للسماء المظلمة:
- المجتمعات الدولية للسماء المظلمة - المجتمعات هي مدن وبلدات منظمة قانونيًا تعتمد قوانين الإضاءة الخارجية عالية الجودة وتبذل الجهود لتثقيف السكان حول أهمية السماء المظلمة.
- الحدائق الدولية للسماء المظلمة - الحدائق هي مساحات مملوكة للقطاع العام أو الخاص ومحمية للحفاظ على الطبيعة والتي تطبق إضاءة خارجية جيدة وتوفر برامج السماء المظلمة للزوار.
- المحميات الدولية للسماء المظلمة - تتكون المحميات من منطقة "أساسية" مظلمة محاطة بمحيط مأهول بالسكان حيث يتم وضع ضوابط سياسية لحماية ظلام المركز. تم إنشاء هذه المواقع من خلال شراكة بين العديد من مديري الأراضي.
- المحميات الدولية للسماء المظلمة - المحميات هي الأماكن الأكثر عزلة (والأكثر ظلامًا في كثير من الأحيان) في العالم والتي تكون حالة الحفاظ عليها الأكثر هشاشة. إن العزلة الجغرافية لهذه الأماكن تحد بشكل كبير من فرص التواصل، لذا تم تصميم هذا التصنيف لزيادة الوعي بهذه المواقع وتعزيز الحفاظ عليها على المدى الطويل.
- أماكن السماء الليلية الحضرية - لا تتأهل هذه الأماكن للحصول على تصنيف ضمن أي فئة أخرى ولكنها معترف بها لجهودها في تثقيف الجمهور حول فوائد الإضاءة الخارجية المناسبة التي تضمن السلامة مع تقليل الضرر المحتمل للبيئة الطبيعية في الليل. يمكن أن تكون أماكن السماء الليلية الحضرية عبارة عن حدائق بلدية أو مساحات مفتوحة أو عقارات مماثلة بالقرب من بيئة حضرية أو محاطة بها، ولكن تخطيطها وتصميمها يعززان بشكل نشط تجربة ليلية حقيقية وسط ضوء اصطناعي كبير.

تعترف مشاريع Dark Sky Developments of Distinction بالتقسيمات الفرعية والمجتمعات المخططة الرئيسية والأحياء والبلدات غير المدمجة التي تعمل تخطيطها بشكل نشط على الترويج لسماء ليلية أكثر طبيعية ولكنها لا تؤهلها للحصول على تسمية مجتمع السماء المظلمة الدولي.
تشمل التسميات الإضافية "أمة السماء المظلمة"، التي أُطلقت على محمية كايباب الهندية،  و"مقاطعة باراشانت الدولية للسماء الليلية - نافذة على الكون"، التي أُطلقت على نصب جراند كانيون-باراشانت الوطني.

## تاريخ
تأسست شركة جمعية السماء المظلمة في عام 1988 لحجز الأراضي العامة أو الخاصة للحصول على إطلالة رائعة على المناطق الليلية والسماء المرصعة بالنجوم. تتم المحافظة على محميات السماء المظلمة خصيصًا لقيمتها الثقافية أو العلمية أو الطبيعية أو التعليمية والاستمتاع العام بها.
أصبح مرصد مونت ميجانتيك في كيبيك أول موقع يتم اعتماده كمحمية دولية للسماء المظلمة من قبل منظمة السماء المظلمة في عام 2007. في العام نفسه، أصبح نصب Natural Bridges الوطني في ولاية يوتا أول منتزه دولي للسماء المظلمة. وقع الاختيار على محمية غابرييلا ميسترال للسماء المظلمة في وادي إلكوي في تشيلي كأول محمية دولية للسماء المظلمة في العالم في عام 2015.
يجب أن تكون محمية السماء المظلمة، أو محمية السماء المظلمة، مظلمة بدرجة كافية لتعزيز علم الفلك. يعتمد بروتوكول الإضاءة للمحمية ذات السماء المظلمة على حساسية الحياة البرية للضوء الاصطناعي في الليل.
أنشأت كندا معيارًا شاملاً وصارمًا للمحميات ذات السماء المظلمة، والذي يتناول الإضاءة داخل المحميات ذات السماء المظلمة والتأثيرات الناجمة عن توهج السماء من المناطق الحضرية في المنطقة. استند هذا إلى عمل الجمعية الفلكية الملكية الكندية.

## الأماكن
يوجد 201 مكانًا معتمدًا للسماء المظلمة على مستوى العالم: 38 مجتمعًا، و115 حديقة، و20 محمية، و16 محمية، و6 تطورات مميزة، و6 أماكن حضرية للسماء الليلية، أعتمدت منذ يناير 2023.
| دولة                         | اسم                                                                             | موقع | المساحة (بالهكتار) | مقياس بورتل | حالة                                         | ملحوظات |
| ---------------------------- | ------------------------------------------------------------------------------- | --- | ------------------ | ----------- | -------------------------------------------- | --- |
| أستراليا                     | القفزة إلى الأعلى، عصر الديناصورات الأسترالي                                    | كوينزلاند | 1400               | 1-2         | محمية السماء المظلمة                         | تم تعيينه في 27 أبريل 2019 |
| أستراليا                     | منتزه وارومبونغل الوطني ‏                                                        | نيو ساوث ويلز | 23,312             | 1           | حديقة السماء المظلمة                         | تم تعيينه في 4 يوليو 2016 |
| أستراليا                     | محمية أركارولا البرية ‏                                                          | جنوب أستراليا | 63,000             |             | محمية السماء المظلمة                         | تم تعيينه في يوليو 2023 |
| أستراليا                     | محمية نهر موراي للسماء المظلمة ‏                                                 | جنوب أستراليا | 320,000            | 2           | محمية السماء المظلمة                         | تم تعيينه في أكتوبر 2019 (المستوى الذهبي)                                                                                              |
| النمسا                       | منتزه أتيرسي-تراونسي                                                            | النمسا العليا | 10,600             | 3           | حديقة السماء المظلمة                         | تم تعيينه في أبريل 2021 |
| البرازيل                     | منتزه ديسينجانو الحكومي ‏                                                        | ريو دي جانيرو | 22,400             | 4           | حديقة السماء المظلمة                         | تم تعيينه في ديسمبر 2021 |
| كندا                         | بيفر هيلز ‏                                                                      | ألبرتا | 29,300             | 4.5         | محمية السماء المظلمة                         | تم تعيينه في 3 سبتمبر 2006 |
| كندا                         | تلال سيبرس ‏                                                                     | ألبرتا / ساسكاتشوان | 39,600             | 2           |                                              | تم تعيينه في 28 سبتمبر 2004 |
| كندا                         | منتزه جاسبر الوطني                                                              | ألبرتا | 1,122,800          | 1-2         | محمية السماء المظلمة                         | تم تعيينه في 11 مارس 2011 |
| كندا الولايات المتحدة        | منتزه واترتون-جلاسير الدولي للسلام                                              | ألبرتا / مونتانا | 460,600            | 3           | حديقة السماء المظلمة                         | تم تعيينه في أبريل 2017 |
| كندا                         | منتزه وود بافالو الوطني                                                         | ألبرتا / الأقاليم الشمالية الغربية                                                                                           | 4,480,700          | 1-2         | اليونسكو للتراث العالمي محمية السماء المظلمة | تم تعيينه في 28 يونيو 2013 |
| كندا                         | نقطة الماشية ‏                                                                   | خليج أوك ، كولومبيا البريطانية                                                                                               | 5                  |             | منتزه أوربان ستار                            | تم تعيينه في 29 مارس 2013 |
| كندا                         | حديقة ماكدونالد ‏                                                                | كولومبيا البريطانية | 5                  | 2-3         | محمية السماء المظلمة                         | تم تعيينه في عام 2003 |
| كندا                         | منتزه فندي الوطني ‏                                                              | نيو برونزويك | 20,700             | 2           | محمية السماء المظلمة                         | تم تعيينه في 31 أكتوبر 2011 |
| كندا                         | حديقة إيرفينغ الطبيعية ‏                                                         | سانت جون ، نيو برونزويك | 243                |             | منتزه أوربان ستار                            | تم تعيينه في 1 يوليو 2011 ؛ أول منتزه حضري تم اختياره من قبل RASC                                                                      |
| كندا                         | منتزه كوشيبوغواك الوطني ‏                                                        | نيو برونزويك | 23,920             | 2           |                                              | تم تعيينه في 6 يونيو 2009 |
| كندا                         | منتزه جبل كارلتون الإقليمي ‏                                                     | نيو برونزويك | 17,427             | 2           |                                              | تم تعيينه في 18 يوليو 2009 |
| كندا                         | منتزه كيجيمكوجيك الوطني ‏                                                        | نوفا سكوشا | 40,400             | 2           |                                              | تم تعيينه في 7 أغسطس 2010 |
| كندا                         | مركز بلو ووتر للتعليم في الهواء الطلق                                           | أونتاريو | 129                | 2           |                                              | تم تعيينه في 3 نوفمبر 2012 من قبل الجمعية الفلكية الملكية الكندية                                                                      |
| كندا                         | منتزه بروس بينينسولا فاثوم فايف البحري الوطني                                   | أونتاريو | 16,700             | 2-3         |                                              | تم تعيينه في 29 مارس 2009 |
| كندا                         | حديقة جوردون                                                                    | أونتاريو | 43.7               | 2-3         | محمية السماء المظلمة                         | تم تعيينه في 15 أغسطس 2009؛ التعيين مخصص فقط للحديقة على الرغم من أن جزيرة مانيتولين (276,611 هكتارًا) تتبع ممارسات السماء المظلمة      |
| كندا                         | منتزه بحيرة سوبيريور الإقليمي ‏                                                  | أونتاريو | 155,600            | 1-2         |                                              | تم تعيينه في يوليو 2018 |
| كندا                         | منتزه كيلارني الإقليمي ‏                                                         | أونتاريو | 64,500             | 1-2         |                                              | تم تعيينه في مايو 2018 |
| كندا                         | بلدة نورث فرونتيناك ‏                                                            | أونتاريو | 116,000            | 1-2         |                                              | تم تعيينها في 3 أغسطس 2013، أول بلدية في كندا تحصل على وضع محمية السماء المظلمة.                                                       |
| كندا                         | منتزه بوينت بيلي الوطني ‏                                                        | أونتاريو | 2000               | 3-4         |                                              | تم تعيينه في عام 2006 |
| كندا                         | منتزه كويتيكو الإقليمي ‏                                                         | أونتاريو | 471,800            | 2-3         | حديقة السماء المظلمة                         | تم تعيينه في فبراير 2021 |
| كندا                         | تورانس بارينز ‏                                                                  | أونتاريو | 1,906              | 3           |                                              | تم تعيينها في عام 1999؛ أول محمية للسماء المظلمة في كندا                                                                               |
| كندا                         | مرصد مونت ميجانتيك ‏                                                             | كيبيك | 527,500            | 2-3         | محمية السماء المظلمة                         | تم تعيينه في سبتمبر 2007؛ أول محمية دولية للسماء المظلمة تابعة للجمعية الدولية للسماء المظلمة                                          |
| كندا                         | حديقة مونت بيلفيو                                                               | كيبيك | 159                | 5           | مكان السماء الليلية الحضرية                  | تم تعيينه في سبتمبر 2022 |
| كندا                         | منتزه مونت تريمبلانت الوطني ‏                                                    | كيبيك | 146,600            |             | حديقة السماء المظلمة                         | تم تعيينه في أغسطس 2023 |
| كندا                         | منتزه جراسلاندز الوطني ‏                                                         | ساسكاتشوان | 92,100             | 1           |                                              | تم تعيينه في 2 أكتوبر 2009 |
| تشيلي                        | غابرييلا ميسترال                                                                | وادي إلكي ‏ | 36,400             |             | محمية السماء المظلمة                         | تم تعيينه في عام 2015 |
| كرواتيا                      | جيلسا                                                                           | هفار | 12,120             |             | مجتمع السماء المظلمة                         | تم تعيينه عام 2022 |
| كرواتيا                      | بتروفا غورا-بيليج                                                               | | 2,930              |             | حديقة السماء المظلمة                         | تم تعيينه في عام 2019 |
| كرواتيا                      | فراني كامين                                                                     | | 8000               | 2           | حديقة السماء المظلمة                         | تم تعيينه في عام 2019 |
| جمهورية التشيك · سلوفاكيا    | منتزه بيسكيدي ذو السماء المظلمة ‏                                                | منطقة مورافيا-سيليزيا ، جمهورية التشيك مقاطعة تشادتسا ، سلوفاكيا                                                             | 30,800             | 3-4         |                                              | تم تعيينه في 4 مارس 2013؛ ثاني حديقة ثنائية للسماء المظلمة في العالم                                                                   |
| جمهورية التشيك               | منتزه مانيتن للسماء المظلمة                                                     | منطقة بلزن | 34,600             | 3-5         |                                              | تم تعيينه في 15 سبتمبر 2014 |
| جمهورية التشيك · بولندا      | حديقة جيزيرا ذات السماء المظلمة ‏                                                | منطقة ليبيريتس ، جمهورية التشيك سيليزيا السفلى ، بولندا                                                                      | 7,500              | 3-4         |                                              | تم تعيينها في 4 نوفمبر 2009؛ أول حديقة سماء مظلمة في أوروبا وأول حديقة سماء مظلمة ثنائية في العالم                                     |
| الدنمارك                     | حديقة السماء المظلمة بولبييرج                                                   | فروستروب | 1250               | 3           | حديقة السماء المظلمة                         | تم تعيينه في عام 2023 |
| الدنمارك                     | ماندو                                                                           | | 846                |             | حديقة السماء المظلمة                         | تم تعيينه في عام 2024 |
| الدنمارك                     | مون ونيورد                                                                      | زيلندا | 1,100              | 2           | حديقة السماء المظلمة                         | تم تعيينه عام 2017 |
| فرنسا                        | صورة ميدي دي بيجور                                                              | جبال البرانس العليا | 311,200            | 2-4         | محمية السماء المظلمة                         | تم تعيينها كمحمية دولية للسماء المظلمة من قبل الجمعية الدولية للسماء المظلمة في ديسمبر 2013؛ أول محمية دولية للسماء المظلمة في أوروبا. |
| فرنسا                        | ألب أزور ميركانتور                                                              | بويل | 225,000            |             | محمية السماء المظلمة                         | تم تعيينه في عام 2019. |
| فرنسا                        | منتزه سيفين الوطني ‏                                                             | سيفين | 360,000            |             | محمية السماء المظلمة                         | تم تعيينه في عام 2018. |
| فرنسا                        | الحديقة الطبيعية الإقليمية ميليفاش في ليموزين                                   | ميليفاش | 335,000            |             | محمية السماء المظلمة                         | تم تعيينه في عام 2021. |
| ألمانيا                      | وينكلموسالم                                                                     | بافاريا | 79                 | 2           | حديقة السماء المظلمة                         | تم تعيينه في مايو 2018 |
| ألمانيا                      | منتزه ويستهافيلاند الطبيعي ‏                                                     | براندنبورغ | 152,900            |             | محمية السماء المظلمة                         | تم تعيينها كمحمية دولية للسماء المظلمة من قبل الجمعية الدولية للسماء المظلمة في 12 فبراير 2014                                         |
| ألمانيا                      | منتزه إيفل الوطني ‏                                                              | شمال الراين-وستفاليا | 10,700             | 2-3         | حديقة السماء المظلمة                         | تم تعيينه في عام 2014 |
| ألمانيا                      | محمية رون للمحيط الحيوي ‏                                                        | جبال رون | 172,000            | 3           | محمية السماء المظلمة                         | تم تعيينه في عام 2014. |
| اليونان                      | منتزه أينوس الوطني                                                              | سيفالونيا | 2,860              | 3           | حديقة السماء المظلمة                         | تم تعيينه في يونيو 2023 |
| المجر                        | منتزه بوك الوطني ‏                                                               | جبال بوك ‏ | 43,130             | 4           | حديقة السماء المظلمة                         | تم تعيينه عام 2017 |
| المجر                        | حديقة هورتوباجي للسماء المرصعة بالنجوم ‏                                         | مقاطعات مختلفة | 10,000             | 3           | حديقة السماء المظلمة                         | تم تعيينها في 31 يناير 2011؛ الحديقة الدولية الثالثة للسماء المظلمة التابعة لـ IDA (المستوى الفضي)                                     |
| المجر                        | منطقة زسيليك الوطنية لحماية المناظر الطبيعية ‏                                   | مقاطعة سوموجي / مقاطعة بارانيا                                                                                               | 9,042              | 3           | حديقة السماء المظلمة                         | تم تعيينه في 16 نوفمبر 2009 |
| الهند                        | المرصد الفلكي الهندي ‏                                                           | هانلي في لاداخ | 70,000             |             |                                              | تم تعيينه في سبتمبر 2022. |
| أيرلندا                      | محمية كيري الدولية للسماء المظلمة ‏                                              | شبه جزيرة إيفيراغ ، مقاطعة كيري                                                                                              | 70,000             | 1-3         | محمية السماء المظلمة                         | تم تعيينها كمحمية دولية للسماء المظلمة من قبل الجمعية الدولية للسماء المظلمة في 27 يناير 2014                                          |
| إسرائيل                      | مختيش رامون                                                                     | المنطقة الجنوبية | 110,000            | 2-3         | حديقة السماء المظلمة                         | تم تعيينه في 14 سبتمبر 2017 |
| اليابان                      | مينامي-روكوروشي                                                                 | محافظة فوكوي | 1,230              |             | مكان السماء الليلية الحضرية                  | تم تعيينه في أغسطس 2023 |
| اليابان                      | بلدة بيسي، مدينة إيبارا                                                         | محافظة أوكاياما | 7271               | 4.5         | مجتمع السماء المظلمة                         | تم تعيينه في نوفمبر 2021 |
| اليابان                      | حديقة إيريوموت-إيشيجاكي الوطنية ‏                                                | محافظة أوكيناوا | 40,658             | 4           | حديقة السماء المظلمة                         | تم تعيينه في أبريل 2018 |
| اليابان                      | جزيرة كوزوشيما ذات السماء المظلمة                                               | محافظة أوشيما الفرعية | 1,858              | 2-3         | حديقة السماء المظلمة                         | تم تعيينه في نوفمبر 2020 |
| المكسيك                      | حديقة جويا لا باريتا البيئية                                                    | كويريتارو | 245                |             | مكان السماء الليلية الحضرية                  | تم تعيينه في سبتمبر 2023 |
| المكسيك الولايات المتحدة     | محمية جريتر بيج بيند الدولية للسماء المظلمة                                     | شيواوا / كواهويلا / تكساس | 3,885,000          | 3           | محمية السماء المظلمة                         | تم تعيينه في أبريل 2022 |
| ناميبيا                      | محمية ناميبراند الطبيعية ‏                                                       | منطقة هارداب | 202,200            |             | محمية السماء المظلمة                         | تم تعيينه في عام 2012. |
| هولندا                       | دي بوشبلات                                                                      | تيرشلينج ، فريزلاند | 2400               | 3           | حديقة السماء المظلمة                         | تم تعيينه في 7 أكتوبر 2016 |
| هولندا                       | لاويرسمير                                                                       | فريزلاند | 5000               | 4           | حديقة السماء المظلمة                         | تم تعيينه في أكتوبر 2016 |
| نيوزيلندا                    | محمية أوراكي ماكنزي الدولية للسماء المظلمة ‏                                     | أوراكي / منتزه ماونت كوك الوطني ، حوض ماكنزي ، بحيرة تيكابو ، بحيرة بوكاكي                                                   | 436,700            | 3           | محمية السماء المظلمة                         | تم تعيينه في 9 يونيو 2012 |
| نيوزيلندا                    | أوتيا / جزيرة الحاجز العظيم                                                     | جزيرة الحاجز العظيم | 28,500             | 2           | محمية السماء المظلمة                         | تم تعيينه في عام 2017 |
| نيوزيلندا                    | منطقة الحفاظ على غابات أكسفورد ‏                                                 | شمال كانتربري | 11,350             |             | حديقة السماء المظلمة                         | تم تعيينه في عام 2024 |
| نيوزيلندا                    | جزيرة ستيوارت-راكيورا                                                           | جزيرة ستيوارت | 174,600            | 2           | محمية السماء المظلمة                         | تم تعيينه في عام 2019 |
| نيوزيلندا                    | حديقة واي-إيتي للسماء المظلمة ‏                                                  | منطقة تاسمان | 135                | 3           | حديقة السماء المظلمة                         | تم تعيينه في عام 2020 |
| نيوزيلندا                    | محمية وايرارابا للسماء المظلمة ‏                                                 | وايرارابا | 366,500            | 2           | محمية السماء المظلمة                         | تم تعيينه في عام 2023 |
| نييوي                        | نيوي                                                                            | نيوي | 25,900             | 2           | محمية السماء المظلمة / مجتمع السماء المظلمة  | تم تعيينه في عام 2020. أول دولة بأكملها تصبح مكانًا دوليًا للسماء المظلمة.                                                               |
| بولندا                       | حديقة بيشتشادي المرصعة بالنجوم ‏                                                 | سوبكارباثيا | 113,846            | 2-3         |                                              | تم تعيينه في 8 مارس 2013 |
| بولندا                       | سوبوتنيا ويلكا ‏                                                                 | محافظة سيليزيا |                    |             | مجتمع السماء المظلمة                         | تم تعيينه في نوفمبر 2023 |
| بولندا · سلوفاكيا · أوكرانيا | منتزه إيست كارباتيان دارك سكاي الثلاثي                                          | حديقة Bieszczady Starry-Sky ( بولندا ) حديقة بولونيني دارك سكاي ( سلوفاكيا ) منتزه ترانسكارباتيا للسماء المظلمة ( أوكرانيا ) | 208,667            | 2-3         |                                              | تم تعيينه في 9 سبتمبر 2016؛ أول حديقة ثلاثية للسماء المظلمة في العالم                                                                  |
| سلوفاكيا                     | حديقة بولونيني للسماء المظلمة ‏                                                  | منتزه بولوني الوطني ‏ | 48,519             | 2-3         |                                              | تم تعيينه في 3 ديسمبر 2010 |
| سلوفاكيا                     | منتزه فيلكا فاترا للسماء المظلمة                                                | حديقة فيكا فاترا الوطنية (جزء من)                                                                                            | 325                | 3-4         |                                              | تم تعيينه في 12 يونيو 2015 |
| جنوب إفريقيا                 | !أه!منتزه هاي كالاهاري للتراث                                                   | منتزه كغالاغادي العابر للحدود ‏                                                                                               | 95,000             |             | محمية السماء المظلمة                         | تم تعيينه في عام 2019 |
| كوريا الجنوبية               | منتزه يونغيانغ البيئي لليراعات                                                  | مقاطعة شمال جيونج سانج ، مقاطعة يونج يانج                                                                                    | 390                | 4           | حديقة السماء المظلمة                         | تم تعيينه في 1 نوفمبر 2015 |
| إسبانيا                      | ألبانيا                                                                         | كاتالونيا | 9,440              | 2-3         | حديقة السماء المظلمة                         | تم تعيينه في يونيو 2017 |
| أوكرانيا                     | منتزه ترانسكارباتيا ذو السماء المظلمة                                           | منتزه أوزهانسكي الوطني الطبيعي                                                                                               | 46,302             | 2           |                                              | تم تعيينه في 10 يونيو 2016 |
| المملكة المتحدة              | سارك                                                                            | جزر القنال | 545                | 3           | مجتمع السماء المظلمة                         | تم تعيينها في 31 يناير 2011؛ أول جزيرة دولية ذات سماء مظلمة تابعة لـ IDA (المستوى الفضي)                                               |
| المملكة المتحدة              | منظر طبيعي للسماء المظلمة في بودمين مور ‏                                        | كورنوال | 43,400             | 3           | حديقة السماء المظلمة                         | تم تعيينه في يوليو 2017 |
| المملكة المتحدة              | ويست بينويث ‏                                                                    | كورنوال | 13,584             | 3-4         | حديقة السماء المظلمة                         | تم تعيينه في ديسمبر 2021 |
| المملكة المتحدة              | إكسمور                                                                          | ديفون / سومرست | 18,100             | 3           | محمية السماء المظلمة                         | تم تعيينه في 10 أكتوبر 2011 |
| المملكة المتحدة              | المناظر الطبيعية الوطنية في كرانبورن تشيس ‏                                      | دورست / هامبشاير / ويلتشاير                                                                                                  | 98,300             | 4-4.5       | محمية السماء المظلمة (مؤقتة)                 | تم تعيينه في أكتوبر 2019 |
| المملكة المتحدة              | محمية مور ‏                                                                      | هامبشاير / ساسكس | 162,700            | 4.5         | محمية السماء المظلمة                         | تم تعيينه في مايو 2016 |
| المملكة المتحدة              | حديقة ومرصد OM Dark Sky                                                         | أيرلندا الشمالية | 1,402              | 1-2         | حديقة السماء المظلمة                         | تم تعيينه في سبتمبر 2020 |
| المملكة المتحدة              | حديقة نورثمبرلاند الدولية للسماء المظلمة ‏                                       | نورثمبرلاند | 148,200            | 4           | حديقة السماء المظلمة                         | تم تعيينه في 9 ديسمبر 2013 |
| المملكة المتحدة              | منتزه نورث يورك مورز الوطني ‏                                                    | شمال يوركشاير | 143,600            | 4           | محمية السماء المظلمة                         | تم تعيينه في ديسمبر 2020 |
| المملكة المتحدة              | منتزه يوركشاير ديلز الوطني ‏                                                     | شمال يوركشاير | 218,000            | 4-4.5       | محمية السماء المظلمة                         | تم تعيينه عام 2020 |
| المملكة المتحدة              | ماتا كي تي رانجي (عيون إلى السماء)                                              | جزر بيتكيرن | 4,325              | 1           | محمية السماء المظلمة                         | تم تعيينه في 18 مارس 2019 |
| المملكة المتحدة              | حديقة غابة جالواي ‏                                                              | اسكتلندا | 75,000             | 3           | حديقة السماء المظلمة                         | تم تعيينه في 16 نوفمبر 2009 |
| المملكة المتحدة              | جزيرة كول ‏                                                                      | اسكتلندا | 7,700              | 1           | مجتمع السماء المظلمة                         | تم تعيينه في 9 ديسمبر 2013 |
| المملكة المتحدة              | موفات                                                                           | اسكتلندا | 18,700             | 4           | مجتمع السماء المظلمة                         | تم تعيينه عام 2016 |
| المملكة المتحدة              | جزيرة نورث رونالدساي المظلمة ‏                                                   | اسكتلندا | 700                | 5           | مجتمع السماء المظلمة                         | تم تعيينه عام 2021 |
| المملكة المتحدة              | حديقة كايرنغورمز الوطنية ‏                                                       | اسكتلندا | 24,400             | 3-4         | حديقة السماء المظلمة                         | تم تعيينه عام 2018 |
| المملكة المتحدة              | جزيرة باردسي (ينيس إنلي)                                                        | ويلز | 179                | 2           | محمية السماء المظلمة                         | تم تعيينه في 22 فبراير 2023 |
| المملكة المتحدة              | منتزه بريكون بيكونز (Bannau Brycheiniog) الوطني ‏                                | ويلز | 134,700            | 4           | محمية السماء المظلمة                         | تم تعيينه في 19 فبراير 2013 |
| المملكة المتحدة              | عقار إيلان فالي ‏                                                                | ويلز | 18,000             | 3-4         | حديقة السماء المظلمة                         | تم تعيينه في عام 2015 |
| المملكة المتحدة              | حديقة سنودونيا الوطنية (إيري)                                                   | ويلز | 213,200            | 4           | محمية السماء المظلمة                         | تم تعيينه في عام 2015 |
| المملكة المتحدة              | مجتمع Presteigne وNorton Dark Sky                                               | ويلز | 4000               |             | مجتمع السماء المظلمة                         | تم تعيينه عام 2023 |
| الولايات المتحدة             | نصب شيريكاهوا الوطني ‏                                                           | أريزونا | 4,860              | 1           | حديقة السماء المظلمة                         | تم تعيينه في أبريل 2021 |
| الولايات المتحدة             | سارية علم الدولة                                                                | أريزونا | 17,100             | 5           | مجتمع السماء المظلمة                         | تم تصنيفها عام 2001، أول مكان للسماء المظلمة معتمد من قبل IDA                                                                          |
| الولايات المتحدة             | نصب سانست كريتر البركاني الوطني / نصب والنات كانيون الوطني / نصب ووباتكي الوطني | أريزونا | 17,500             | 3           | حديقة السماء المظلمة                         | تم تعيينه في عام 2016 |
| الولايات المتحدة             | فاونتن هيلز                                                                     | أريزونا | 5,270              | 6           | مجتمع السماء المظلمة                         | تم تعيينه عام 2018 |
| الولايات المتحدة             | منتزه جراند كانيون الوطني                                                       | أريزونا | 493,100            | 1-2         | حديقة السماء المظلمة                         | تم تعيينه في يونيو 2016 |
| الولايات المتحدة             | نصب جراند كانيون-باراشانت الوطني                                                | أريزونا | 404,700            | 1           | حديقة السماء المظلمة                         | تم تعيينه في عام 2014 |
| الولايات المتحدة             | منتزه كهوف كارتشنر الحكومي                                                      | أريزونا | 290                | 3           | حديقة السماء المظلمة                         | تم تعيينه في أغسطس 2017 |
| الولايات المتحدة             | منتزه أوراكل الحكومي ‏                                                           | أريزونا | 1,619              | 4           | حديقة السماء المظلمة                         | تم تعيينه في عام 2014 |
| الولايات المتحدة             | منتزه الغابة المتحجرة الوطني                                                    | أريزونا | 59,460             | 3           | حديقة السماء المظلمة                         | تم تعيينه في يونيو 2018 |
| الولايات المتحدة             | نصب بايب سبرينغ التذكاري الوطني ‏                                                | أريزونا | 16                 | 3           | حديقة السماء المظلمة                         | تم تعيينه في مارس 2021 |
| الولايات المتحدة             | سيدونا                                                                          | أريزونا | 4,970              | 4           | مجتمع السماء المظلمة                         | تم تعيينه في عام 2014 |
| الولايات المتحدة             | منتزه ولاية أنزا بوريجو الصحراوي ‏                                               | كاليفورنيا | 237,100            | 4           | حديقة السماء المظلمة                         | تم تعيينه في يناير 2018 |
| الولايات المتحدة             | منتزه وادي الموت الوطني                                                         | كاليفورنيا | 1,374,300          | 3           | حديقة السماء المظلمة                         | تم تعيينه في عام 2013 |
| الولايات المتحدة             | حديقة جوشوا تري الوطنية                                                         | كاليفورنيا | 321,800            | 4           | حديقة السماء المظلمة                         | تم تعيينه في 26 يوليو 2017 |
| الولايات المتحدة             | الوادي الأسود في منتزه غونيسون الوطني                                           | كولورادو | 12,440             | 3           | حديقة السماء المظلمة                         | تم تعيينه في عام 2015 |
| الولايات المتحدة             | منطقة كوريكانتي الترفيهية الوطنية ‏                                              | كولورادو | 17,003             | 3           | حديقة السماء المظلمة                         | تم تعيينه في أغسطس 2021 |
| الولايات المتحدة             | النصب التذكاري الوطني للديناصورات ‏                                              | كولورادو / يوتا | 85,098             | 3           | حديقة السماء المظلمة                         | تم تعيينه في أبريل 2019 |
| الولايات المتحدة             | نصب فلوريسانت التذكاري الوطني لأحواض الحفريات                                   | كولورادو | 2,427              | 4           | حديقة السماء المظلمة                         | تم تعيينه في يونيو 2021 |
| الولايات المتحدة             | منتزه ومحمية الكثبان الرملية العظيمة الوطنية                                    | كولورادو | 60,310             | 2           | حديقة السماء المظلمة                         | تم تعيينه عام 2019 |
| الولايات المتحدة             | نصب هوفينويب الوطني ‏                                                            | كولورادو / يوتا | 310                | 2           | حديقة السماء المظلمة                         | تم تعيينه عام 2014 |
| الولايات المتحدة             | منتزه جاكسون ليك الحكومي ‏                                                       | كولورادو | 1,320              | 3-4         | حديقة السماء المظلمة                         | تم تعيينه في سبتمبر 2020 |
| الولايات المتحدة             | مركز بحيرة فورك للأرض والسماء                                                   | كولورادو | 24                 | 2           | حديقة السماء المظلمة                         | تم تعيينه في سبتمبر 2020 |
| الولايات المتحدة             | منتزه ميسا فيردي الوطني                                                         | كولورادو | 21,200             | 3           | حديقة السماء المظلمة                         | تم تعيينه في أبريل 2021 |
| الولايات المتحدة             | نوروود                                                                          | كولورادو | 104                | 5           | مجتمع السماء المظلمة                         | تم تعيينه عام 2019 |
| الولايات المتحدة             | قمة الصنوبر                                                                     | كولورادو | 71                 | 2-3         | حديقة السماء المظلمة                         | تم تعيينه في نوفمبر 2021 |
| الولايات المتحدة             | محمية بيج سايبرس الوطنية ‏                                                       | فلوريدا | 290,000            | 3           | حديقة السماء المظلمة                         | تم تعيينه عام 2016 |
| الولايات المتحدة             | منتزه ولاية كيسيمي برايري بريزيرف ‏                                              | فلوريدا | 21,853             | 3           | حديقة السماء المظلمة                         | تم تعيينه عام 2016 |
| الولايات المتحدة             | منتزه ستيفن سي فوستر الحكومي ‏                                                   | جورجيا | 32                 | 2           | حديقة السماء المظلمة                         | تم تعيينه في نوفمبر 2016 |
| الولايات المتحدة             | محمية السماء المظلمة في وسط أيداهو ‏                                             | أيداهو | 366,742            | 3           | محمية السماء المظلمة                         | تم تعيينه في ديسمبر 2017 |
| الولايات المتحدة             | نصب فوهات القمر التذكاري الوطني                                                 | أيداهو | 303,500            | 3           | حديقة السماء المظلمة                         | تم تعيينه في أغسطس 2017 |
| الولايات المتحدة             | محمية غابة نهر فورك الأوسط                                                      | إلينوي | 688                | 4           | حديقة السماء المظلمة                         | تم تعيينه في عام 2018 |
| الولايات المتحدة             | حديقة بوتاواتومي للحياة البرية ‏                                                 | إنديانا | 116                | 4.5         | محمية السماء المظلمة                         | تم تعيينه في عام 2003 |
| الولايات المتحدة             | غابات ماين التابعة لنادي جبال الآبالاش                                          | مين | 29,900             | 3           | حديقة السماء المظلمة                         | تم تعيينه في مايو 2021 |
| الولايات المتحدة             | نصب كاتادين وودز آند ووترز التذكاري الوطني ‏                                     | مين | 35,400             | 3           | محمية السماء المظلمة                         | تم تعيينه في مايو 2020 |
| الولايات المتحدة             | منطقة أبحاث الحياة البرية في جزيرة بيفر ‏                                        | ميشيغان | 3,720              |             | محمية السماء المظلمة                         | تم تعيينه في أبريل 2024 |
| الولايات المتحدة             | منتزه مقاطعة الدكتور تي كيه لوليس                                               | ميشيغان | 340                | 4.5         | حديقة السماء المظلمة                         | تم تعيينه في يناير 2020 |
| الولايات المتحدة             | الرؤوس                                                                          | ميشيغان | 220                | 4           | حديقة السماء المظلمة                         | تم تعيينه في عام 2011 |
| الولايات المتحدة             | حديقة كيويناو للسماء المظلمة ‏                                                   | ميشيغان | 226                | 3           | حديقة السماء المظلمة                         | تم تعيينه في يونيو 2022 |
| الولايات المتحدة             | منطقة بحيرة هدسون الترفيهية الحكومية ‏                                           | ميشيغان | 890                | 3           | محمية السماء المظلمة                         | تم تعيينه في عام 1993 |
| الولايات المتحدة             | منتزه نيغوغون الحكومي ‏                                                          | ميشيغان | 1,513              |             | محمية السماء المظلمة                         | تم تعيينه في عام 2016 |
| الولايات المتحدة             | منتزه بورت كريسنت الحكومي ‏                                                      | ميشيغان | 2400               | 3           | محمية السماء المظلمة                         | تم تعيينه في عام 2012 |
| الولايات المتحدة             | منطقة روكبورت الترفيهية                                                         | ميشيغان | 4,800              |             | محمية السماء المظلمة                         | تم تعيينه في عام 2016 |
| الولايات المتحدة             | منتزه تومسون هاربور الحكومي ‏                                                    | ميشيغان | 2,068              | 2           | محمية السماء المظلمة                         | تم تعيينه في عام 2016 |
| الولايات المتحدة             | منتزه وايلدرنس ستيت ‏                                                            | ميشيغان | 4,254              | 2           | محمية السماء المظلمة                         | تم تعيينه في عام 2012 |
| الولايات المتحدة             | منطقة باوندري ووترز كانو البرية ‏                                                | مينيسوتا | 440,000            | 1           | محمية السماء المظلمة                         | تم تعيينه في عام 2020 |
| الولايات المتحدة             | منتزه المسافرين الوطني                                                          | مينيسوتا | 88,200             | 4           | حديقة السماء المظلمة                         | تم تعيينه في عام 2020 |
| الولايات المتحدة             | محمية لوست تريل الوطنية للحياة البرية ‏                                          | مونتانا | 3,730              |             | محمية السماء المظلمة                         | تم تعيينه في أكتوبر 2022 |
| الولايات المتحدة             | منتزه ميديسن روكس الحكومي ‏                                                      | مونتانا | 140                | 1           | حديقة السماء المظلمة                         | تم تعيينه في ديسمبر 2020 |
| الولايات المتحدة             | منطقة ميريت ريزرفوار الترفيهية الحكومية                                         | نبراسكا | 295                | 3-4         | حديقة السماء المظلمة                         | تم تعيينه عام 2022 |
| الولايات المتحدة             | منتزه جريت باسين الوطني                                                         | نيفادا | 31,230             | 1           | حديقة السماء المظلمة                         | تم تعيينه في عام 2016 |
| الولايات المتحدة             | منطقة دراسة برية ماساكر ريم                                                     | نيفادا | 40,990             | 2-3         | محمية السماء المظلمة                         | تم تعيينه في أبريل 2019 |
| الولايات المتحدة             | النصب التذكاري الوطني لبركان كابولين                                            | نيو مكسيكو | 320                | 2           | حديقة السماء المظلمة                         | تم تعيينه في أغسطس 2016 |
| الولايات المتحدة             | منتزه تشاكو الثقافي التاريخي الوطني                                             | نيو مكسيكو | 13,759             | 2–3         | حديقة السماء المظلمة                         | تم تعيينه في 28 أغسطس 2013 |
| الولايات المتحدة             | منتزه بحيرة كلايتون الحكومي ‏                                                    | نيو مكسيكو | 79.6               | 3           | حديقة السماء المظلمة                         | تم تعيينه في 29 يونيو 2010 |
| الولايات المتحدة             | نصب إل مورو الوطني ‏                                                             | نيو مكسيكو | 517                | 3           | حديقة السماء المظلمة                         | تم تعيينه في ديسمبر 2019 |
| الولايات المتحدة             | نصب فورت يونيون الوطني ‏                                                         | نيو مكسيكو | 290                | 2-3         | حديقة السماء المظلمة                         | تم تعيينه في سبتمبر 2019 |
| الولايات المتحدة             | النصب التذكاري الوطني لبعثات ساليناس بويبلو ‏                                    | نيو مكسيكو | 399                | 2           | حديقة السماء المظلمة                         | تم تعيينه في سبتمبر 2016 |
| الولايات المتحدة             | نصب تونتو الوطني ‏                                                               | نيو مكسيكو | 450                | 4-4.5       | حديقة السماء المظلمة                         | تم تعيينه في مايو 2019 |
| الولايات المتحدة             | منتزه توماكاكوري التاريخي الوطني ‏                                               | نيو مكسيكو | 150                | 4-4.5       | حديقة السماء المظلمة                         | تم تعيينه في مايو 2018 |
| الولايات المتحدة             | محمية فالي دي أورو الوطنية للحياة البرية ‏                                       | نيو مكسيكو | 230                | 6           | مكان السماء الليلية الحضرية                  | تم تعيينه في أكتوبر 2019 |
| الولايات المتحدة             | محمية فاليس كالديرا الوطنية ‏                                                    | نيو مكسيكو | 36100              | 3           | حديقة السماء المظلمة                         | تم تعيينه في فبراير 2021 |
| الولايات المتحدة             | حديقة مرصد جوغا ‏                                                                | أوهايو | 450                | 4           | حديقة السماء المظلمة                         | تم تعيينه في 20 أغسطس 2011 |
| الولايات المتحدة             | أوريغون أوت باك ‏                                                                | أوريغون | 1,007,421          |             | محمية السماء المظلمة                         | تم تعيينه في 11 مارس 2024 |
| الولايات المتحدة             | منتزه ولاية خزان برينفيل ‏                                                       | أوريغون | 120                | 2-3         | حديقة السماء المظلمة                         | تم تعيينه في مايو 2021 |
| الولايات المتحدة             | منتزه تشيري سبرينغز الحكومي                                                     | بنسلفانيا | 430                | 2           | حديقة السماء المظلمة                         | تم تعيينه كـ DSP للدولة في عام 2000 من قبل DCNR في ولاية بنسلفانيا ؛ تم تعيينه كمزود خدمة بيانات دولي في 11 يونيو 2007 من قبل IDA.     |
| الولايات المتحدة             | كهف النحل                                                                       | تكساس | 2,221              | 9           | مجتمع السماء المظلمة                         | تم تعيينه عام 2023 |
| الولايات المتحدة             | منتزه بيج بيند الوطني                                                           | تكساس | 324,219            | 3-4         | حديقة السماء المظلمة                         | تم تعيينه في 11 فبراير 2012 |
| الولايات المتحدة             | منتزه بيج بيند رانش الحكومي ‏                                                    | تكساس | 125,800            | 2-3         | حديقة السماء المظلمة                         | تم تعيينه في نوفمبر 2017 |
| الولايات المتحدة             | منطقة إدارة الحياة البرية في بلاك جاب                                           | تكساس | 41,680             | 3           | محمية السماء المظلمة                         | تم تعيينه في أغسطس 2021 |
| الولايات المتحدة             | منتزه كوبر بريكس الحكومي ‏                                                       | تكساس | 782                | 3           | حديقة السماء المظلمة                         | تم تعيينه في 6 أغسطس 2014 |
| الولايات المتحدة             | منطقة ديفلز ريفر الطبيعية الحكومية - وحدة ديل نورتي                             | تكساس | 8,030              | 2-3         | محمية السماء المظلمة                         | تم تعيينه في يناير 2019 |
| الولايات المتحدة             | ينابيع التنقيط                                                                  | تكساس | 30,300             | 5           | مجتمع السماء المظلمة                         | تم تعيينه في 11 فبراير 2014 |
| الولايات المتحدة             | منطقة إنشانتد روك الطبيعية الحكومية ‏                                            | تكساس | 682                | 2           | حديقة السماء المظلمة                         | تم تعيينه في 6 أغسطس 2014 |
| الولايات المتحدة             | منتزه ليندون ب. جونسون التاريخي الوطني                                          | تكساس | 640                | 3           | حديقة السماء المظلمة                         | تم تعيينه في نوفمبر 2021 |
| الولايات المتحدة             | منتزه مزرعة ميلتون رايمرز                                                       | تكساس | 982                | 4.5         | حديقة السماء المظلمة                         | تم تعيينه في نوفمبر 2021 |
| الولايات المتحدة             | معسكر ومركز UBarU للتراجع                                                       | تكساس | 57.5               | 2-3         | حديقة السماء المظلمة                         | كان تعيينه وأختياره في عام 2015؛ DSP الوحيد في الولايات المتحدة على الأراضي الخاصة                                                     |
| الولايات المتحدة             | منتزه جزيرة أنتيلوب الحكومي ‏                                                    | يوتا | 11,660             | 4.5         | حديقة السماء المظلمة                         | تم تعيينه في أبريل 2017 |
| الولايات المتحدة             | منتزه آرتشيز الوطني                                                             | يوتا | 31,000             | 3-4         | حديقة السماء المظلمة                         | تم تعيينه في يوليو 2019 |
| الولايات المتحدة             | منتزه برايس كانيون الوطني                                                       | يوتا | 14,500             | 2-3         | حديقة السماء المظلمة                         | تم تعيينه في أغسطس 2019 |
| الولايات المتحدة             | منتزه كانيونلاندز الوطني.                                                       | يوتا | 136,500            | 2-3         | حديقة السماء المظلمة                         | تم تعيينه في أغسطس 2015 |
| الولايات المتحدة             | منتزه كابيتول ريف الوطني                                                        | يوتا | 99,000             | 1           | حديقة السماء المظلمة                         | تم تعيينه في أبريل 2015 |
| الولايات المتحدة             | نصب سيدار بريكس الوطني ‏                                                         | يوتا | 2,490              | 3           | حديقة السماء المظلمة                         | تم تعيينه في مارس 2017 |
| الولايات المتحدة             | منتزه ديد هورس بوينت الحكومي ‏                                                   | يوتا | 2,170              | 3           | حديقة السماء المظلمة                         | تم تعيينه في يونيو 2016 |
| الولايات المتحدة             | منتزه إيست كانيون الحكومي ‏                                                      | يوتا | 295                | 4           | حديقة السماء المظلمة                         | تم تعيينه في أغسطس 2020 |
| الولايات المتحدة             | منتزه فريمونت الهندي الحكومي ‏                                                   | يوتا | 486                | 2-3         | حديقة السماء المظلمة                         | تم تعيينه في مارس 2021 |
| الولايات المتحدة             | منتزه وادي العفريت الحكومي ‏                                                     | يوتا | 4,012              | 3-4         | حديقة السماء المظلمة                         | تم تعيينه في سبتمبر 2016 |
| الولايات المتحدة             | حديقة جوسنيكس الحكومية ‏                                                         | يوتا | 40                 | 4           | حديقة السماء المظلمة                         | تم تعيينه في مارس 2021 |
| الولايات المتحدة             | حديقة جوردانيل الحكومية                                                         | يوتا | 2,710              | 4.5         | حديقة السماء المظلمة                         | تم تعيينه في يناير 2021 |
| الولايات المتحدة             | النصب التذكاري الوطني للجسور الطبيعية ‏                                          | يوتا | 3,090              | 2           | حديقة السماء المظلمة                         | وقع الأختيار عليها في عام 2007؛ أول حديقة دولية للسماء المظلمة                                                                         |
| الولايات المتحدة             | حديقة نورث فورك                                                                 | يوتا | 1000               | 4.5         | حديقة السماء المظلمة                         | تم تعيينه في عام 2015 |
| الولايات المتحدة             | نصب قوس قزح الوطني التذكاري ‏                                                    | يوتا | 41,400             | 5           | حديقة السماء المظلمة                         | تم تعيينه في أبريل 2018 |
| الولايات المتحدة             | منتزه روكبورت الحكومي                                                           | يوتا | 480                | 4           | حديقة السماء المظلمة                         | تم تعيينه في يناير 2021 |
| الولايات المتحدة             | نصب كهف تيمبانوجوس الوطني                                                       | يوتا | 100                | 5           | مكان السماء الليلية الحضرية                  | تم تعيينه في سبتمبر 2020 |
| الولايات المتحدة             | حديقة صهيون الوطنية                                                             | يوتا | 58,800             | 3           | حديقة السماء المظلمة                         | يونيو 2021 |
| الولايات المتحدة             | منتزه سكاي ميدوز الحكومي ‏                                                       | فرجينيا | 754                | 4.5         | حديقة السماء المظلمة                         | أبريل 2021 |
| الولايات المتحدة             | مرصد جولدينديل ‏                                                                 | واشنطن | 2                  |             | حديقة السماء المظلمة                         | بدأ العمل به في 29 يونيو 2010 |
| الولايات المتحدة             | حديقة نيوبورت الحكومية ‏                                                         | ويسكونسن | 960                | 3           | حديقة السماء المظلمة                         | بدأ العمل به في عام 2017 |

## المناطق المحمية

### حول المراصد
| اسم                             | دولة               | نصف القطر (بالكم) |
| ------------------------------- | ------------------ | ----------------- |
| مرصد جامعة ماونت جون ‏           | نيوزيلندا          | 37                |
| قمة كيت ‏                        | نحن                | 56                |
| مرصد مونت ميغانتيك ‏             | كندا               | 50                |
| مرصد بالومار                    | نحن                | 48                |
| جبل هوبكنز                      | نحن                | 40                |
| مرصد مونتي إيكار ‏               | إيطاليا            | 30                |
| مرصد آسياجو للفيزياء الفلكية    | إيطاليا            | 30                |
| جبل لاجونا ‏                     | نحن                | 24                |
| مرصد هوت بروفانس ‏               | فرنسا              | 15                |
| مرصد أوندريوف                   | الجمهورية التشيكية | 10                |
| كليتش                           | الجمهورية التشيكية | 10                |
| مرصد دومينيون للفيزياء الفلكية ‏ | كندا               | 5                 |
| مرصد ماكدونالد                  | نحن                | 92                |
| مرصد مولتاي الفلكي ‏             | ليتوانيا           | 3.5               |

### آخر
بعض هذه المناطق، محمية دون الإشارة إلى أي مرصد أو حديقة.
- مناطق كوكيمبو وأتاكاما وأنتوفاجاستا في شمال تشيلي
- جزيرة لا بالما في جزر الكناري.
- جزيرة هاواي الكبرى.
- تقوم مجتمعات الشواطئ في فلوريدا بتقييد الإضاءة على الشواطئ، للحفاظ على صغار السلاحف البحرية.